# Symbolisme du coq
Pour les articles homonymes, voir Coq (homonymie) et Coq dans la culture.
Ne doit pas être confondu avec Coq Gaulois.

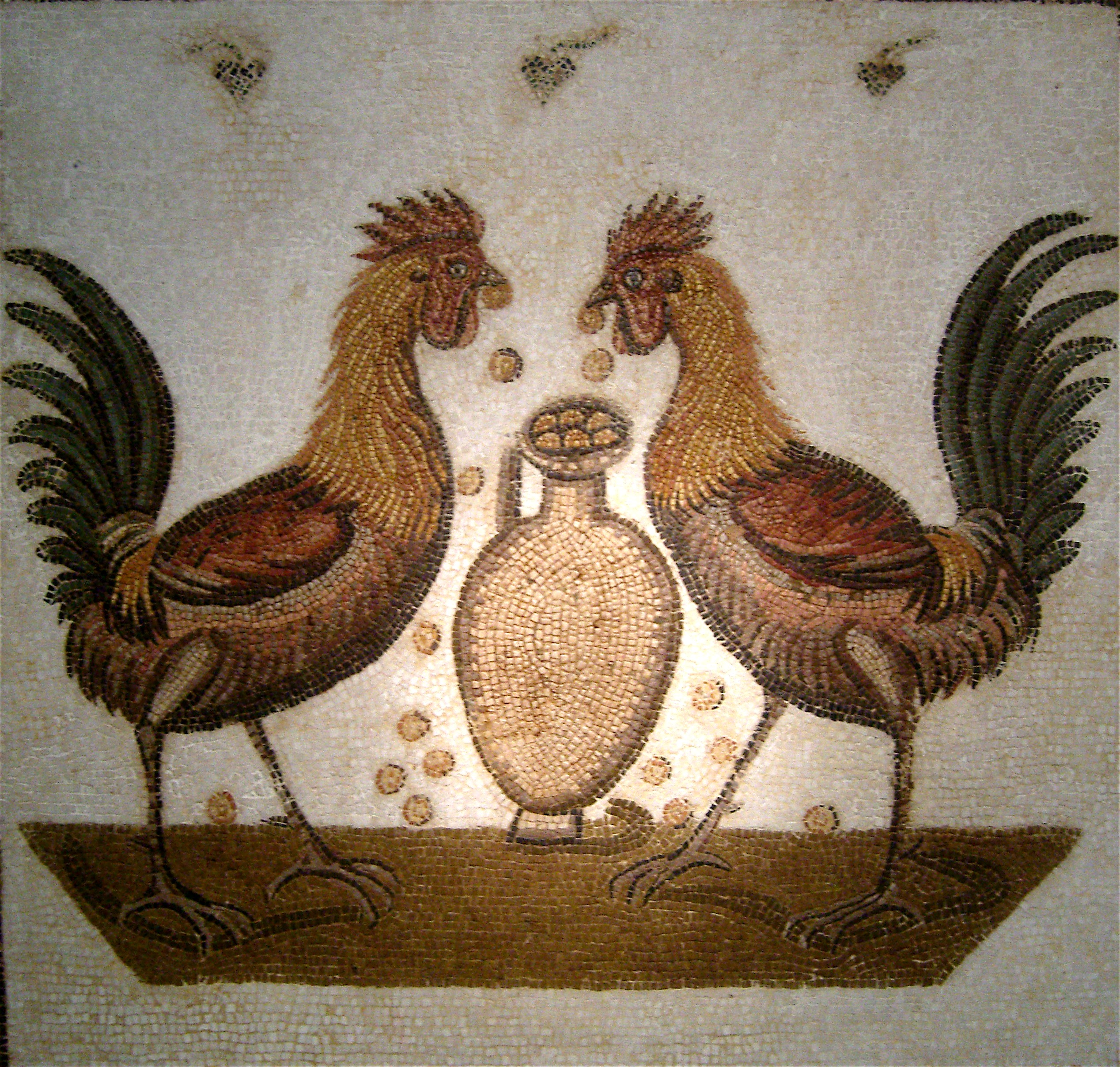
Les deux coqs apportant la prospérité de Neapolis (Afrique romaine)

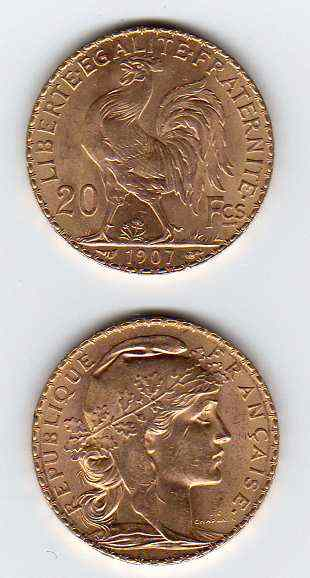
Napoléon de 20 francs Coq en or de 1907, avec Marianne à l'avers et un coq gaulois au revers.

Le symbolisme du coq est lié au comportement habituel des coqs, à leur panache et à leur caractère. Il remonte à l'Antiquité. Le coq gaulois est un des symboles allégoriques et un des emblèmes de la France.
Symbole chrétien, il surmonte beaucoup de clochers d'église et, du fait de sa vaillance, bon nombre de monuments aux morts érigés aux citoyens morts pour la France lors des guerres mondiales.

## Caractères attribués au coq
Selon les auteurs, le coq a différents traits de caractère qui sont déduits de son comportement, mais il en ressort les éléments suivants : annonceur du jour et de la fin de la nuit par son chant, batailleur, orgueilleux, conquérant et agressif, toujours en noise et turbulent. La loi du 9 avril 1791, sous la Révolution, le qualifie de « symbole de vigilance ».

## Symbolique du coq gaulois

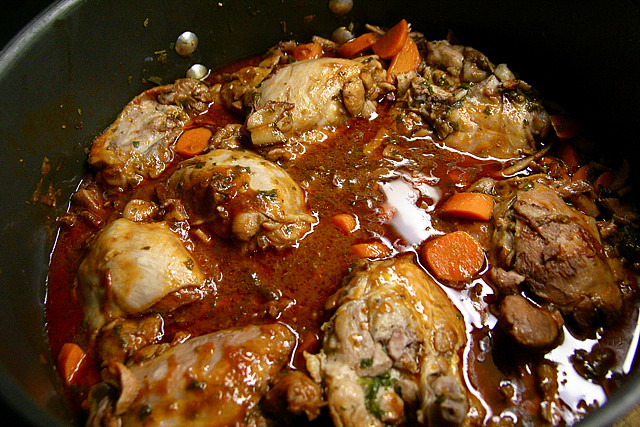
Coq au vin, recette emblématique de la cuisine française.

À la suite de nombreux raids gaulois en Italie et sur la Rome antique depuis le VIe siècle av. J.-C., une légende gallo-romaine / auvergnate liée à l'histoire du coq au vin de chanturgue raconte que le chef de la tribu des Arvernes Vercingétorix fait envoyer pour le narguer un coq gaulois, en symbole de la combativité, agressivité, hargne, vaillance et orgueil... de ses guerriers gaulois à son assiégeant, le général romain Jules César, lors du siège de Gergovie en 52 av. J.-C., durant la guerre des Gaules. Jules César le nargue à son tour en l'invitant à une cena (dîner du soir romain) où tout en lui proposant une alliance militaire, il lui fait servir son coq mijoté au vin. Galvanisés par le son de leurs carnyx, Vercingétorix et ses 30 000 guerriers arvernes infligent alors une défaite militaire historique écrasante, cuisante et humiliante à Jules César et aux 30 000 hommes de ses légions romaines, avant le siège d'Alésia de l'été suivant… Le coq au vin est à ce jour un des emblèmes de la France et de la cuisine française.
L'utilisation politique faisant du coq gaulois un emblème ethnique ou géographique est une invention tardive d'érudits de la Renaissance (Paul Émile, Jean Lemaire) qui diffusent cette expression, pensant à tort que cet animal était l'emblème de la Gaule indépendante, avant la conquête romaine et, par là, le plus ancien emblème français. En réalité, cette expression apparaît chez les poètes romains qui créent un jeu de mots basé sur l'homophonie gallus, « le coq » et Gallus, « le Gaulois » habitant la Gallia, la Gaule. Le coq est à cette époque un attribut de plusieurs dieux romains (Jupiter, Mars, Apollon et surtout Mercure, la plupart des images de coq ou des objets en forme de coq que les archéologues ont mis au jour étant des coqs votifs, offerts dans toute la Gaule romaine) dont les qualités de bravoure, de vigueur sexuelle et de vigilance sont louées. Suétone ou Jules César reprennent ce calembour, créant une association flatteuse des Gaulois avec l'animal.

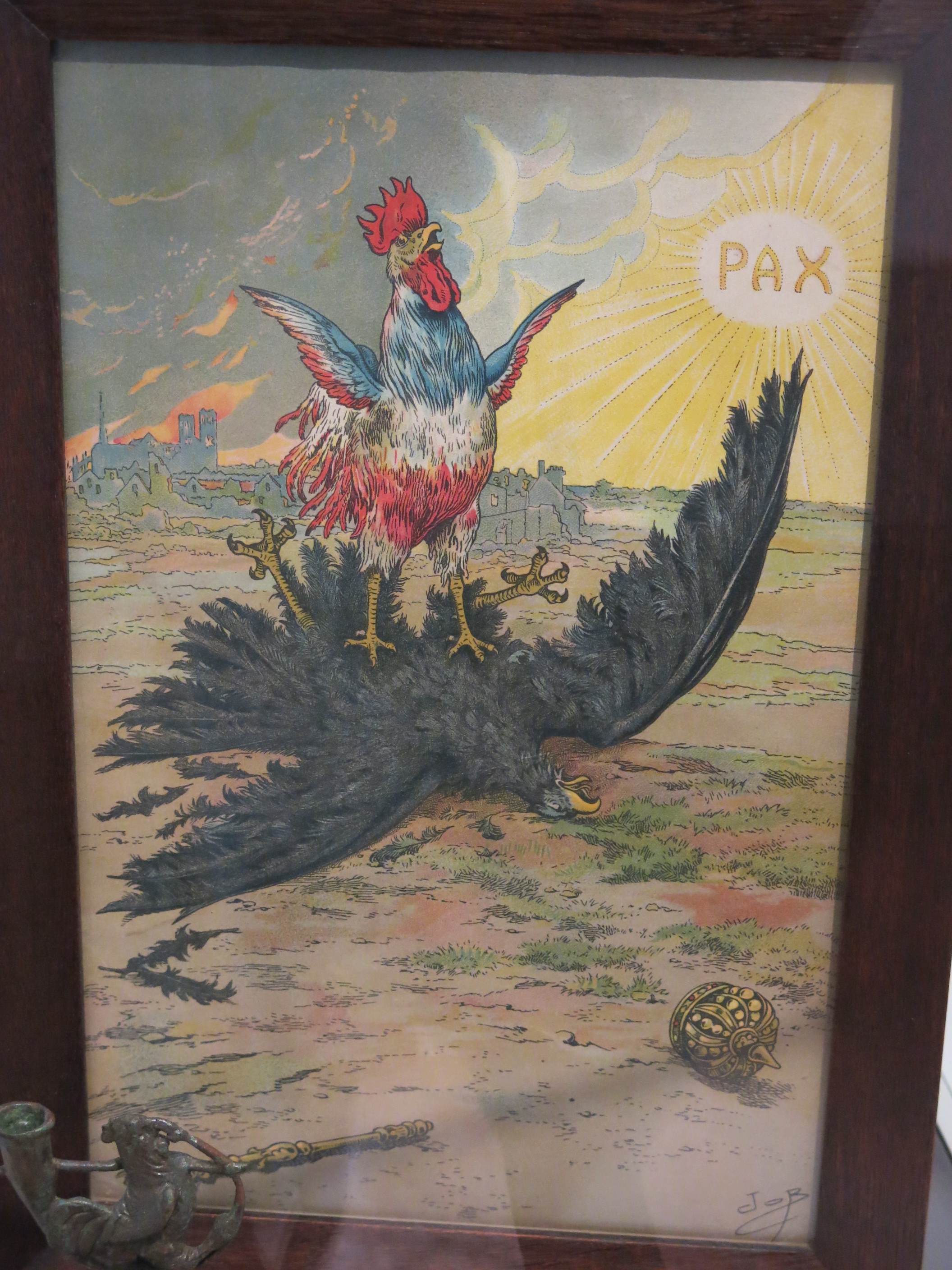
Affiche de propagande de 1918 montrant le coq gaulois triomphateur de l'aigle allemand.

Ce jeu de mots de lettrés disparaît dans les textes du haut Moyen Âge. Le coq est devenu à cette époque un animal dévalorisé associé à la luxure, la colère, la bêtise ou son côté belliqueux. Isidore de Séville, père de l'étymologie médiévale, n'établit aucune relation entre le coq et la Gaule. Pour lui, le terme gallus dérive du latin castratio, le coq étant le seul oiseau que l'on castre. Ce n'est qu'au début du Bas Moyen Âge (XIIe siècle) que des auteurs au service du roi d'Angleterre ou de l'empereur germanique réutilisent le calembour dans une littérature de type pamphlétaire et satirique, faisant remarquer que les Français (tout particulièrement les chevaliers ou leur roi Louis VII et Philippe Auguste) sont tout aussi orgueilleux que l'animal de basse-cour. Au XIIIe siècle, l'Italie gibeline recourt également à cette comparaison péjorative pour discréditer la politique expansionniste de Charles d'Anjou dans le sud de la péninsule. Les textes polémiques opposent alors souvent le coq gaulois et l'aigle de ses ennemis, roi des airs, cette opposition restant une des constantes de l'emblématique européenne jusqu'à la Première Guerre mondiale.

## Symboles religieux

### Dans le christianisme

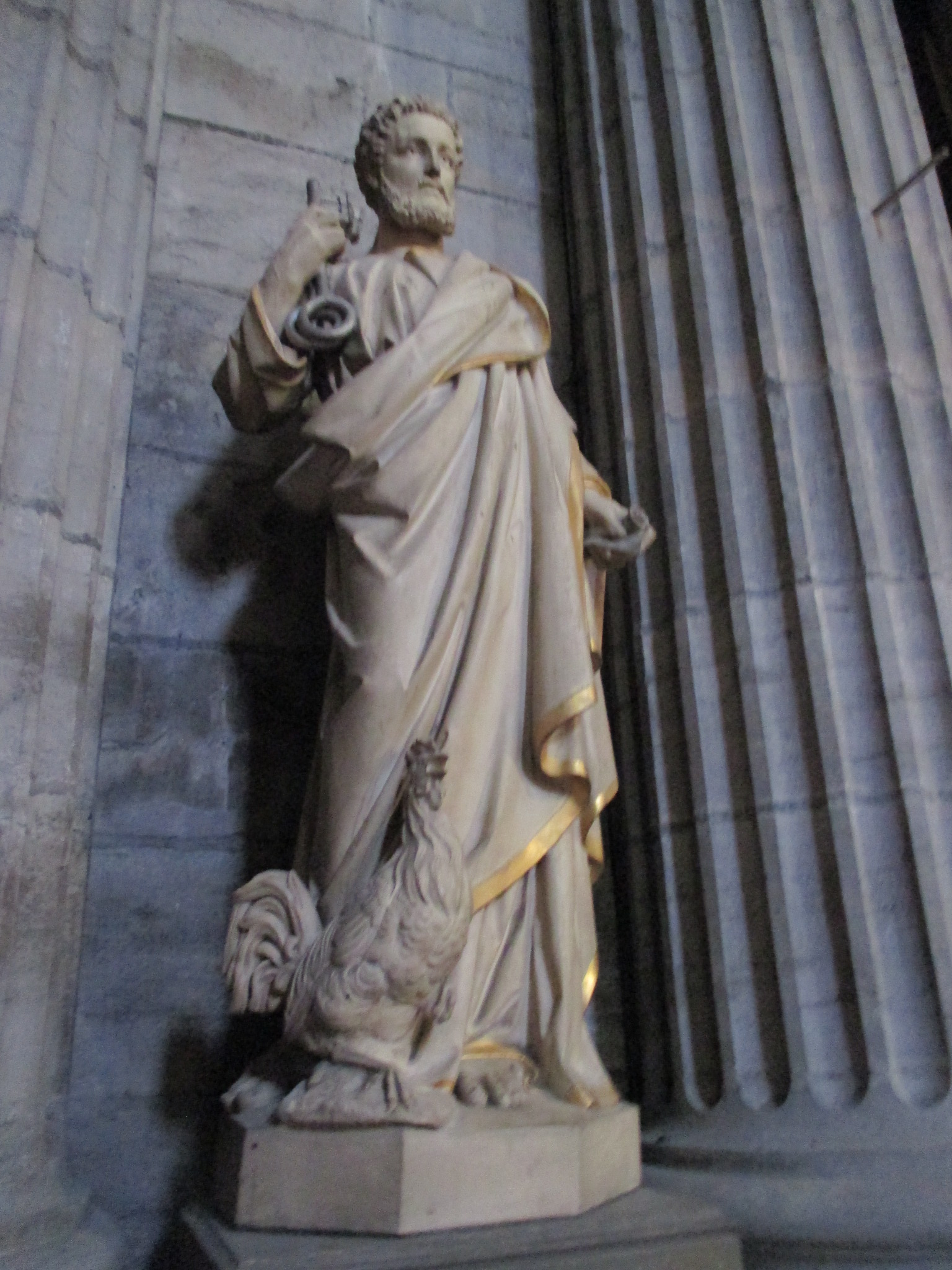
L'apôtre et premier Pape chrétien Pierre, avec ses deux symboles : le coq et les clefs du Paradis

Le coq, dans la symbolique chrétienne, a de multiples entrées : 
- dans la Bible, il est considéré comme un animal intelligent (Job 38,36), mais certains exégètes considèrent qu'il s'agit du cœur ;

- le coq symbolise le retour de la lumière du jour après les ténèbres de la nuit, comme le Christ l'a fait sur le plan spirituel, car il a fait passer le monde des ténèbres à la lumière par son enseignement, par toute sa vie, par sa mort et sa résurrection ; le coq est une représentation du Christ qui annonce le jour nouveau de la foi[9] ; le chant du coq réveille les gens à l'aube pour les appeler à la vie chrétienne qui fait passer tout être humain du mal au bien, comme le prédicateur chrétien doit réveiller ceux qui sont endormis spirituellement, tel le curé veillant sur sa paroisse et dont le principal devoir est le sermon public[10] ; annonçant le jour, le coq incarne donc la vigilance et l'activité, par opposition au sommeil et à la paresse ; les premiers chrétiens se réunissaient pour une prière matinale au chant du coq, jusqu'à l'apparition des cloches, vers le Ve siècle, peu avant l'époque à laquelle apparaîtrait également le coq sur les clochers ;

- le coq est aussi un symbole eschatologique car, de même qu'il annonce le jour nouveau, le chrétien attend le jour où le Seigneur reviendra.

Ce sont sans doute plusieurs aspects de cette symbolique qui sont à l'origine d'une représentation de ce volatile au faîte de très nombreux clochers d'églises catholiques, partout en Europe occidentale et pas seulement en France. On appelle ces coqs de clocher « cochets ». Attestées depuis le VIe siècle par saint Eucher, son rôle est de désigner les églises qui sont orientées, c'est-à-dire tournées vers l’orient, le soleil levant, l’est et donc Jérusalem. Le plus ancien coq de clocher se trouve à Brescia en Italie, et date de 820,. Le coq à la queue étalée devient la girouette la plus répandue des clochers à partir du IXe siècle. De plus, le coq-girouette du clocher, toujours face au vent, symboliserait ainsi le Christ rédempteur qui protège le chrétien des péchés et des dangers.
À tous les symboles évoqués, il faut ajouter l'épisode, relaté dans les quatre Évangiles, du reniement de saint Pierre qui raconte comment l'apôtre Pierre a renié à trois reprises le Christ en niant le connaître (car il craignait pour sa propre vie) avant que le chant du coq ne retentisse, comme le lui avait prédit Jésus lui-même quelques heures auparavant. De ce récit biblique a découlé une légende qui raconte que l'apôtre aurait empalé tous les gallinacés imprudents lorsqu'ils venaient l'importuner et lui rappeler sa lâcheté. Puis, repentant, Saint Pierre se serait avisé de les exposer en belle place et cette coutume se serait transmise de les installer sur le sommet des clochers.
De très nombreux saints catholiques ont comme attribut un coq, à commencer bien sûr par saint Pierre lui-même, mais aussi saint Guy, sainte Odile, saint Jacques le Majeur, saint Corneille, pape et martyr en 253, guérisseur, saint Gall, saint Tropez, saint Landry de Soignies, saint Charlemagne (canonisé en 1165 à l'initiative de Frédéric Barberousse par l'anti-pape Pascal III, mais sorti des listes des saints catholiques par l'Église, il bénéficie d'une tolérance de culte local), saint Dominique de la Calzada.

Coqs girouettes de clochers d'église
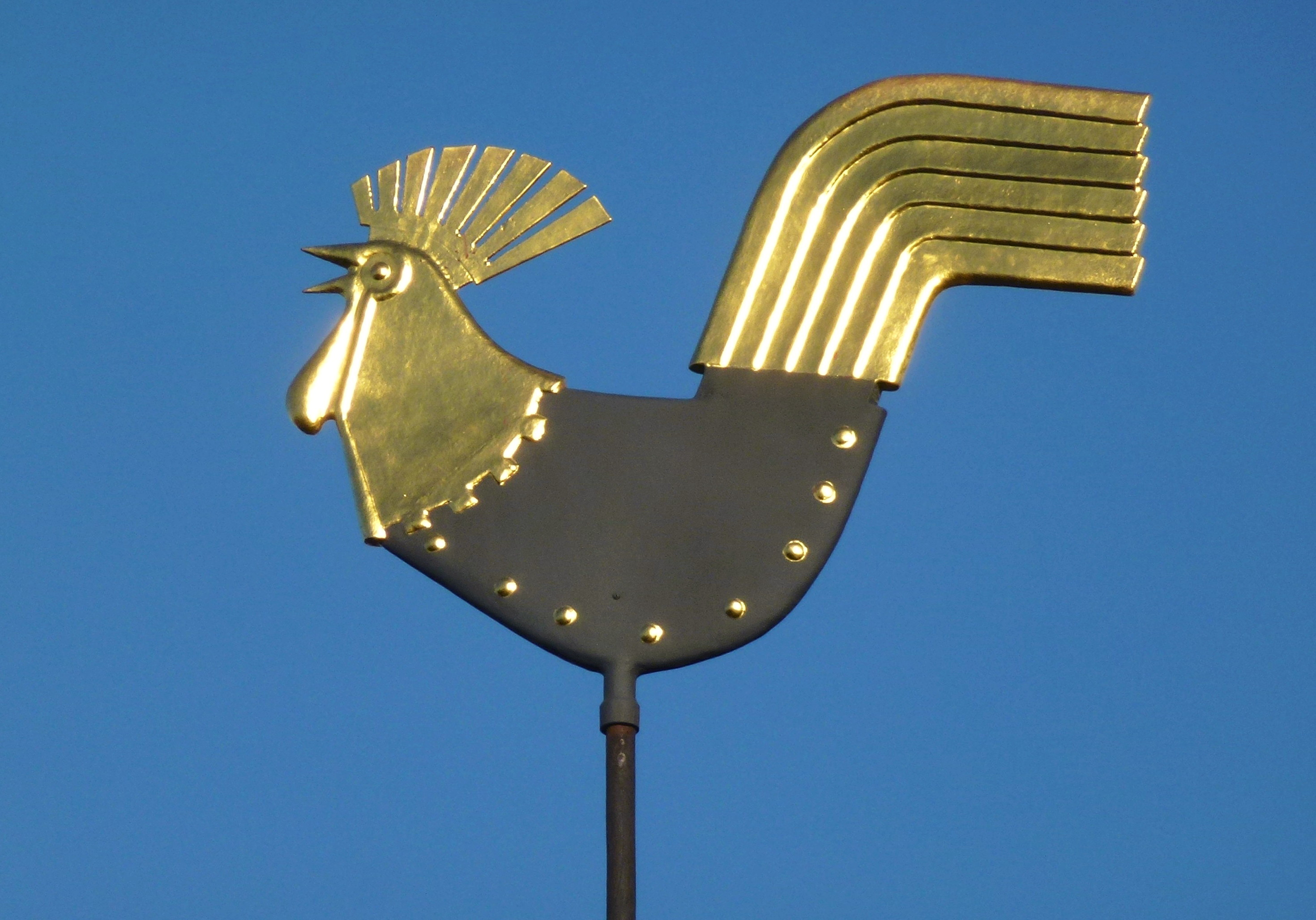
Eglise Mälarhöjden de Stockholm (Suède)
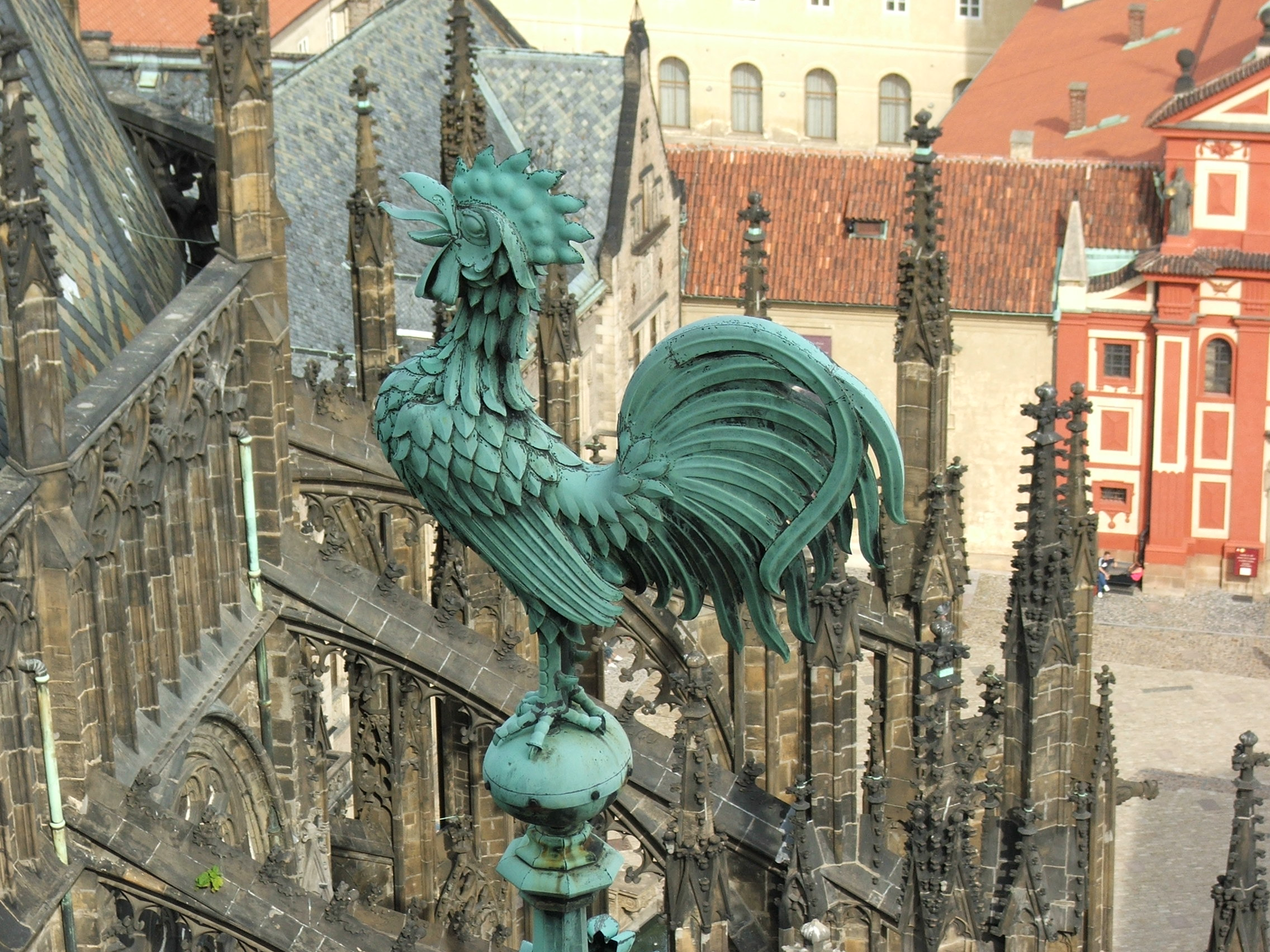
Cathédrale Saint-Guy de Prague
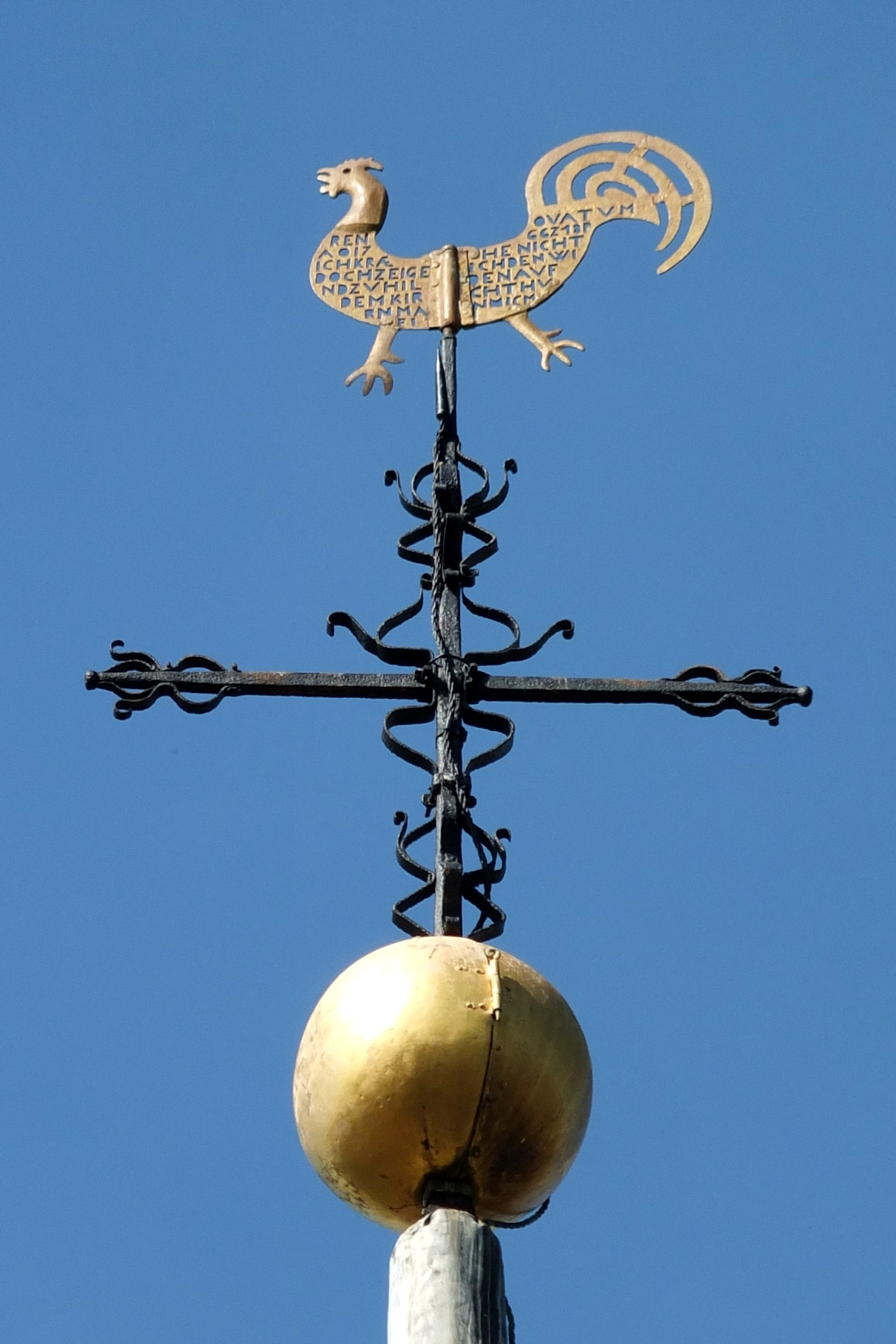
Église réformée d'Hilden (Allemagne)
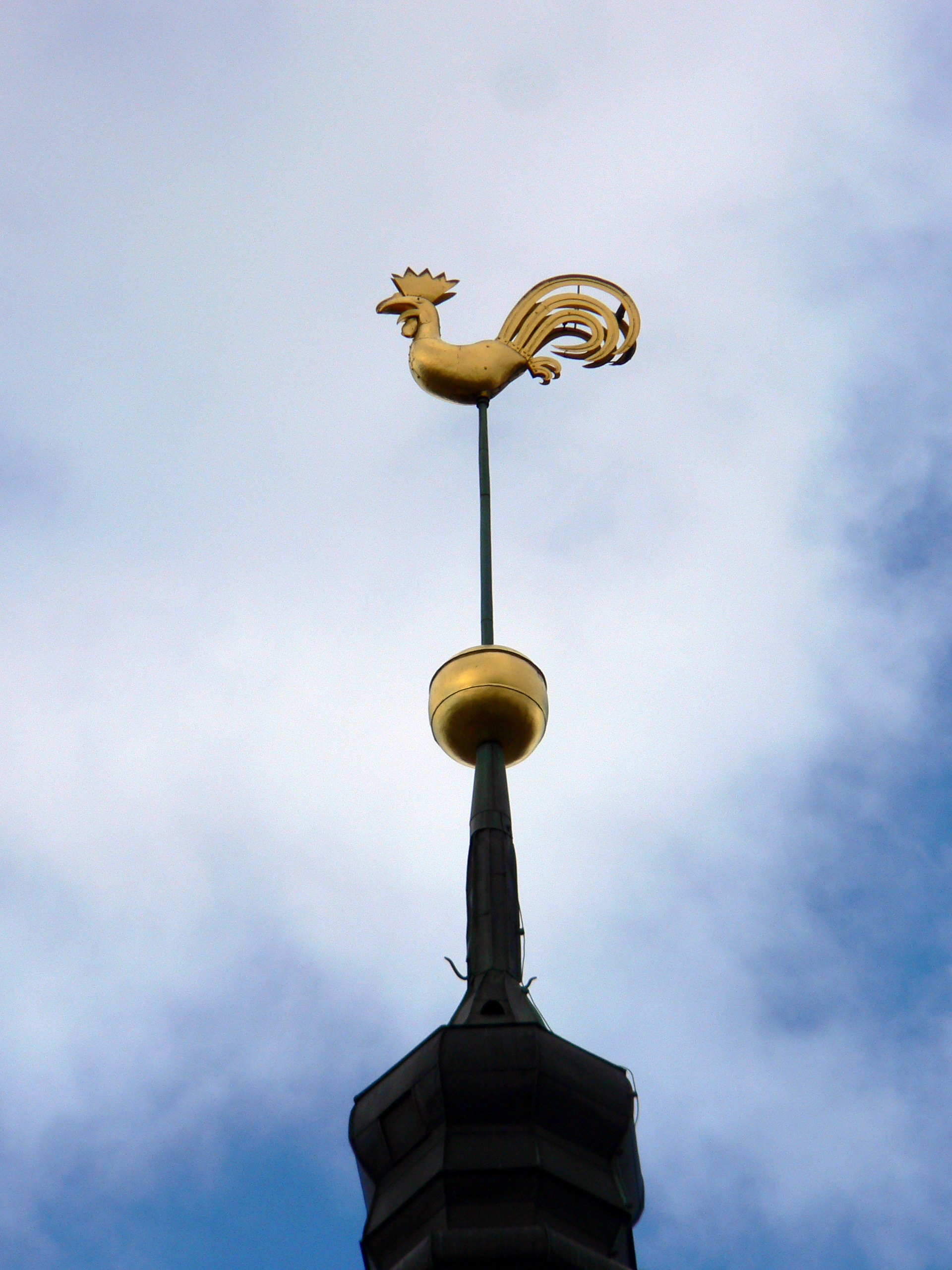
Cathédrale protestante de Riga (Lettonie)
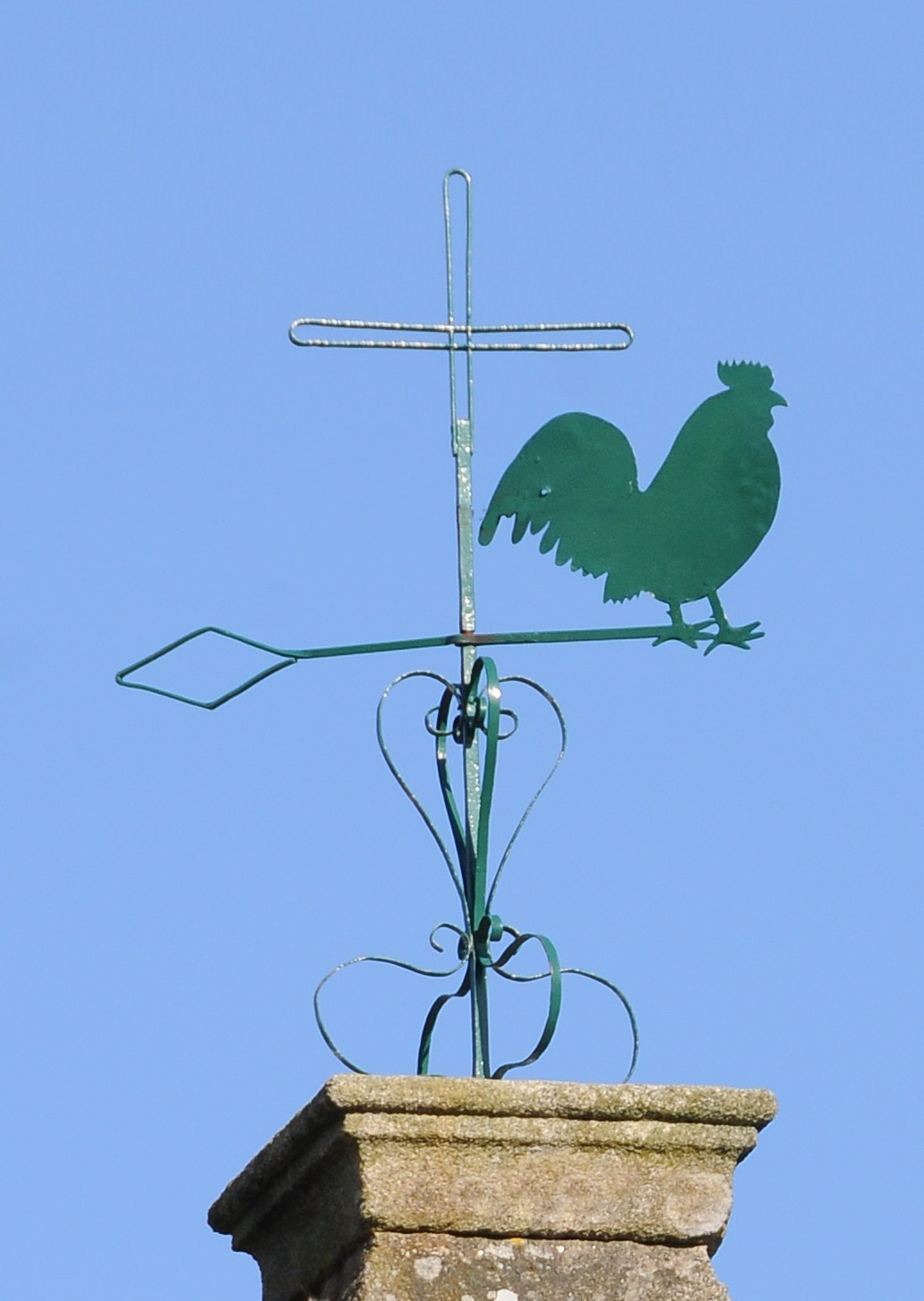
Église d'Alvaredo (Portugal)
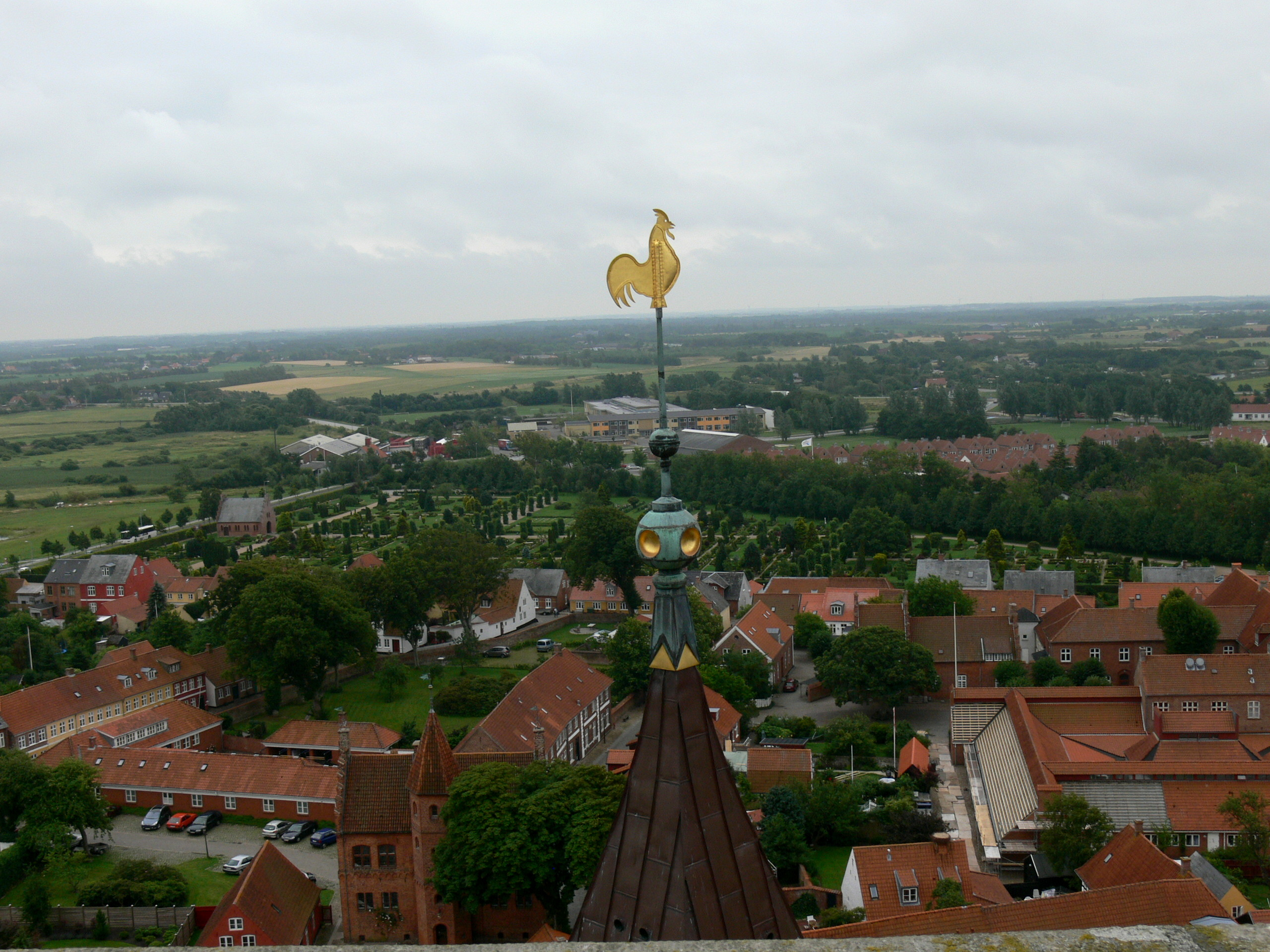
Cathédrale de Ribe (Danemark)
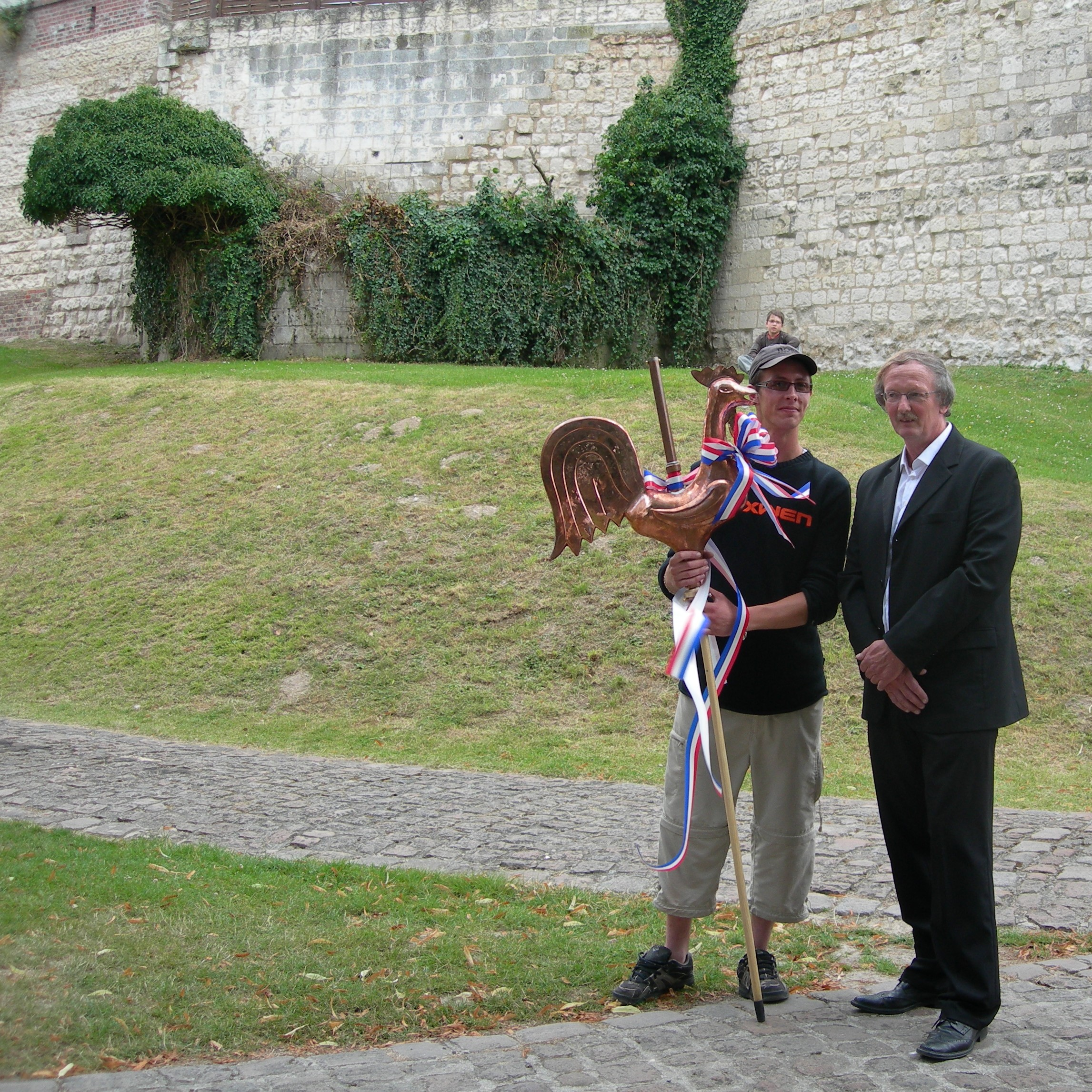
Installation du nouveau coq de la Collégiale Saint-Martin de Picquigny (Somme)

### Dans l'islam
Le coq est symbole de lumière et de résurrection du jour du jugement dernier. Il est celui qui avertit en criant. Mahomet aurait dit : « Le coq blanc est mon ami ; il est l’ennemi de l’ennemi de Dieu ». Ce hadîth se trouve dans le recueil Sahih al-Bukhari 11,326. L'ennemi de Dieu c'est évidemment le Shaitan (arabe : شَيْطَان) même racine sémitique que l'hébreu שָׂטָן (Sātān) c'est-à-dire Satan en français. C'est lui qui empêche le croyant de se lever pour faire sa prière du matin. Une croyance populaire musulmane dit qu’au paradis un très grand coq d’une éclatante blancheur se dresse sur ses ergots pour chanter les louanges d'Allah et que ce serait pour cela que les coqs des basses-cours terrestres poussent leurs cocoricos en chœur quand l'aube point.
Le coq tient un rôle important dans le rituel Ahl-al Haqq.

## Symbole de la Wallonie
Le coq gaulois a également inspiré des peuplés désireux de rattacher leur identité à celle de la France. En effet, en Wallonie, l'association entre les mots « gaulois » et « coq » séduit les militants wallons qui, réunis lors d'un congrès en 1912, cherchent un symbole pour leur Région. Soucieux de souligner les origines gallo-romaines des Wallons et leur proximité avec la France, ils adoptèrent un coq comme symbole dès lors que le coq gaulois est depuis plusieurs siècles, en particulier depuis la Révolution et la monarchie de Juillet puis la République, un symbole de la France. On pense que le coq était avant tout un symbole chez les Véromandues, un peuple gaulois de l'ancienne Gaule Belgique, avant de s'imposer comme emblème à toutes les nations gauloises. Cette hypothèse vient d'une pièce de monnaie, découverte dans leur région d'implantation, sur laquelle on voit un coq, « dans le paroxysme du mouvement, dressé sur ses ergots, le cou tendu, battant des ailes et chantant ». Afin d'apporter une nuance au coq wallon par rapport au coq gaulois, ils choisirent le coq hardi, dont la patte droite est levée et le bec est fermé, ce qui permet de rappeler l'adhésion de la Wallonie à la culture française tout en soulignant sa particularité. Les partisans de la réunion de la Wallonie à la France utilisent d'ailleurs le drapeau français marqué en son centre du coq wallon. 

Le coq hardi de la Wallonie
Coq hardi rouge qui est le symbole de le plus emblématique de la Wallonie[23].
Drapeau officiel de la Wallonie.

Le 3 juillet 1991, la Communauté française de Belgique adopte par décret le drapeau wallon comme symbole de la Communauté, confirmant un premier décret du 20 juillet 1975 de la ci-devant communauté culturelle française de Belgique. Le 15 juillet 1998, le drapeau wallon est reconnu officiellement comme celui de la Région wallonne.

## Symbole de la France

### Emblème politique et patriotique
Au XVIe siècle, la tradition française veut que le roi de France Henri IV institue et démocratise la poule au pot comme « plat national français » en citant : « Si Dieu me donne encore de la vie, je ferai qu’il n’y aura point de laboureur en mon royaume qui n’ait moyen d’avoir une poule dans son pot » ou « Je veux que chaque laboureur de mon royaume puisse mettre la poule au pot le dimanche ». Ce plat est à ce jour avec le coq au vin, un des emblèmes de la France et de la cuisine française.
Antérieurement, le coq est un symbole méprisé par les bestiaires ou notamment le Roman de Renart. Bien que des tentatives aient eu lieu pour en faire le symbole de la France à la fin de l’époque médiévale, c'est à partir de l'époque de la Renaissance que le coq commence à symboliser le roi de France, puis son royaume. Sous le règne des Valois et des Bourbons, l'effigie des rois est souvent accompagnée de cet animal censé représenter la France dans les gravures, sur les monnaies. En 1659, Louis XIV décide de la création d'un ordre architectural et décoratif, l'ordre français. Le projet, retenu, de Le Brun alterne les fleurs de lys et le coq : même s'il reste un emblème mineur, le motif architectural est présent au Louvre et à Versailles.

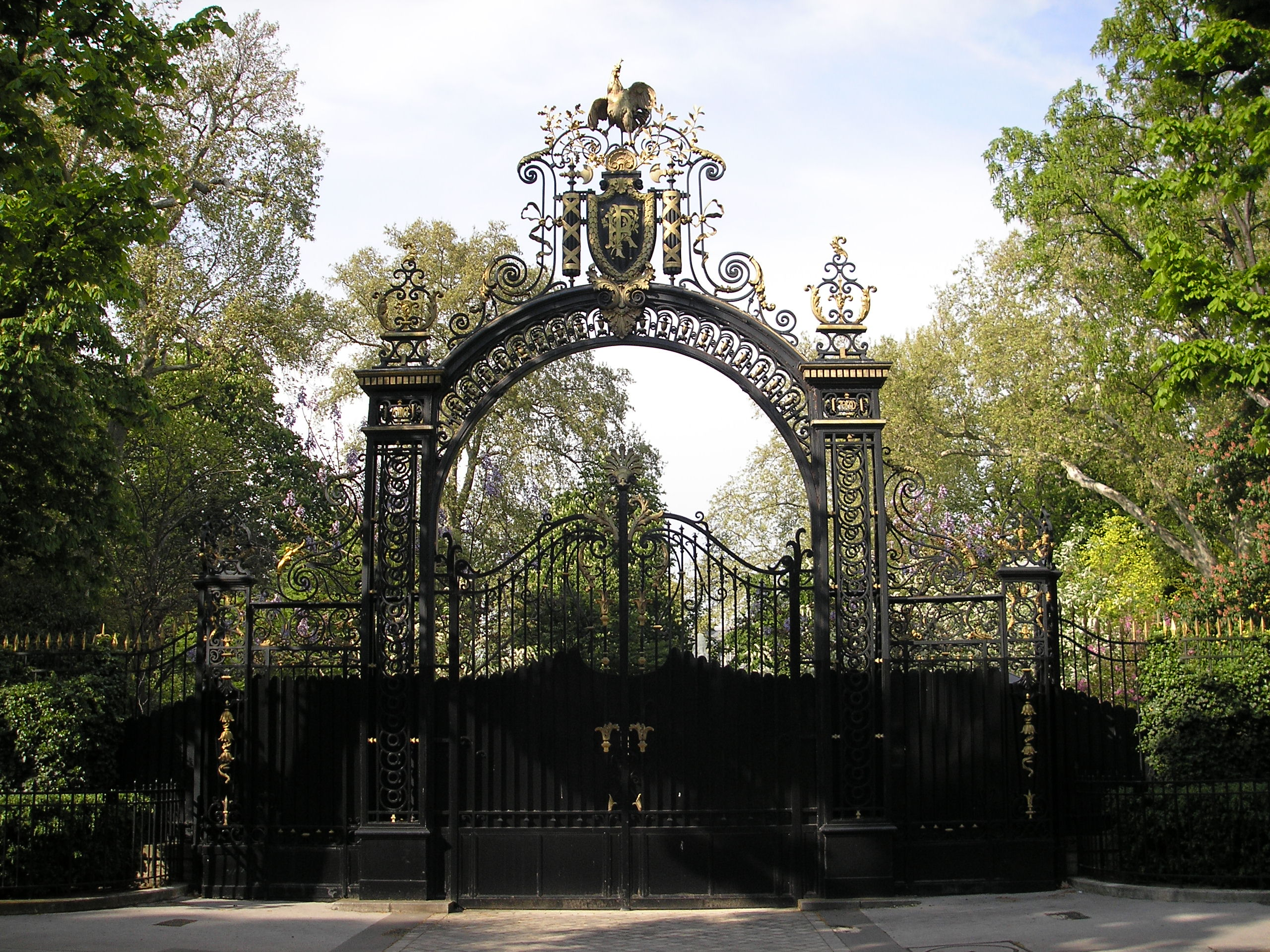
Coq gaulois de la « Grille du Coq » des jardins du Palais de l'Élysée (Paris)
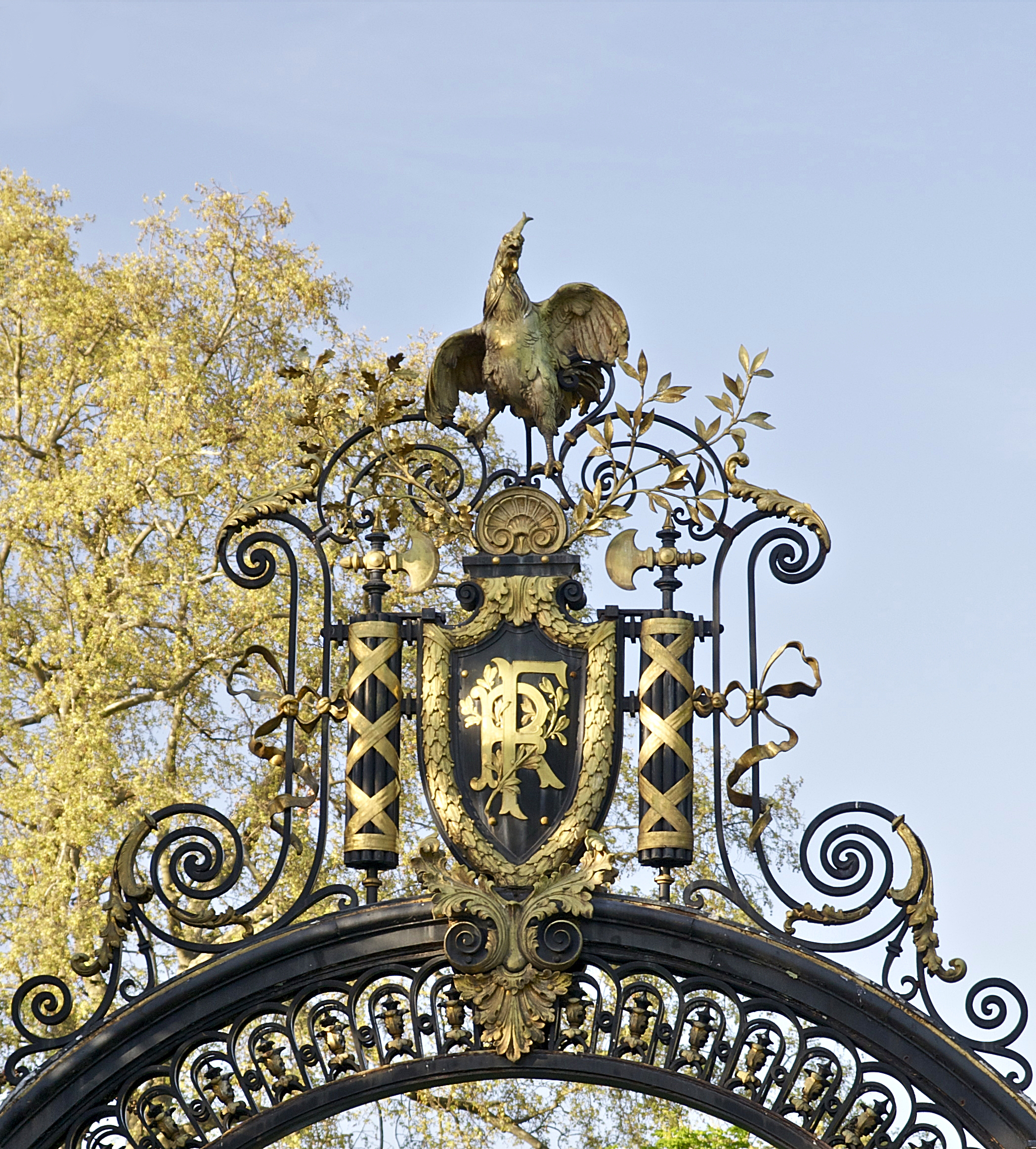
Détail

Le coq gagne une popularité particulière à l'occasion de la Révolution française, où il est introduit en remplacement du lys dynastique. La Constituante en 1790 élabore un projet d'emblème national centré sur l'animal : un coq aux ailes éployées en signe de victoire, porté par un soldat au bout d'une pique et accompagné de la sentence CANTAT EXPVGNATQVE VICISSIM (il chante et combat tour à tour). À la période révolutionnaire, la loi du 9 avril 1791 stipule que le revers des monnaies d'or, des écus et des demi écus aura pour empreinte « ...un coq, symbole de vigilance… ». On le voit figurer, sur le sceau du Premier consul et l'allégorie de la fraternité porte souvent un bâton surmonté d'un coq.

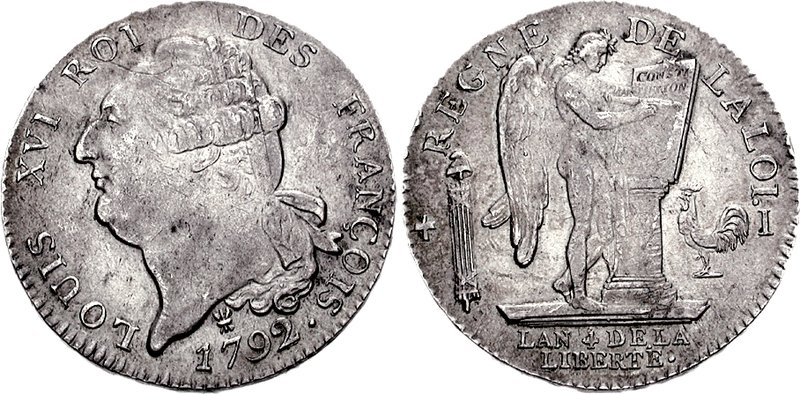
Écu constitutionnel, 1792
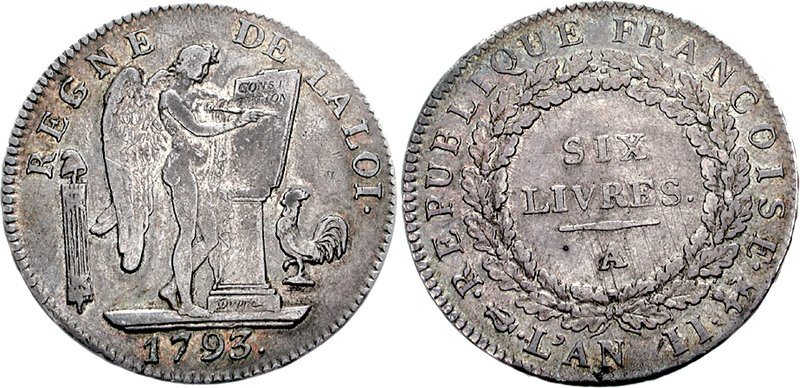
Écu de six livres, 1793

Napoléon Bonaparte substitue l'Empire à la République et dès lors l'aigle de drapeau remplace le coq car pour l'empereur : « Le coq n'a point de force, il ne peut être l'image d'un empire tel que la France ».
Il est disgracié sous la Restauration. Les « Trois Glorieuses » de 1830 réhabilitent l'image du coq français et le duc d'Orléans, c’est-à-dire Louis-Philippe, signera une ordonnance indiquant que le coq devrait figurer sur les drapeaux et les boutons d'uniformes de la garde nationale durant la monarchie de Juillet. C'est également un symbole de l'opposition.
En 1848, le sceau du gouvernement provisoire et de la Deuxième République représente la figure de la Liberté tenant un gouvernail marqué du coq. Le coq chute de nouveau durant le second empire, il est rétablit sous la IIIe République mais il n'est pas aimé des occupants nazis ou de Vichy. La Ve République rétablit peu le coq compte tenu de la laïcité et du fait que le pays est majoritairement citadin.
- sous la IIIe République :
  - la grille arrière du palais de l'Élysée est dite « Grille du coq » car elle fut ornée d'un coq que l'on peut voir encore actuellement ;
  - le coq apparaît occasionnellement sur des timbres ;
  - les pièces de 10 et 20 francs (en or) frappées de 1899 à 1914 portent un coq au revers ;
- sous la IVe République :
  - les pièces de 10, 20 et 50 francs frappées de 1950 à 1958 portent un coq au revers ;
- sous la Ve République :
  - la pièce de 10 francs (Joaquin Jimenez) frappée en 1986 porte un coq à l'avers.

Le coq est, ou a été parfois, dans le logo de partis politiques. En 2016, il est présent dans le logo du Centre national des indépendants et paysans.

### L'insigne des maires

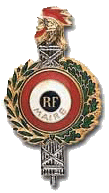
Insigne des maires de France

Créé par un décret du 22 novembre 1951, l'insigne officiel des maires aux couleurs nationales est conforme au modèle ci-après : « Sur un fond d'émail bleu, blanc et rouge portant « MAIRE » sur le blanc et « R.F. » sur le bleu ; entouré de deux rameaux de sinople, d'olivier à dextre et de chêne à senestre, le tout brochant sur un faisceau de licteur d'argent sommé d'une tête de coq d'or barbée et crêtée de gueules. »
Le port de l'insigne officiel des maires aux couleurs nationales, dont l'usage est facultatif, est réservé aux maires dans l'exercice de leurs fonctions et ne dispense pas du port de l'écharpe lorsque celui-ci est prescrit par les textes en vigueur.

### Monuments aux morts et mémoriaux français
Le coq gaulois est un des motifs assez fréquents parmi les ornements des monuments aux morts de France. Ce symbole patriotique n'est pas privilégié dans une région plutôt que dans une autre. Il peut être représenté :
- de face ou de côté ;
- les ailes plus ou moins déployées ;
- en train de chanter ou pas ;
- perché éventuellement sur une sphère dominant le sommet pyramidal de l'édifice en forme d'obélisque.

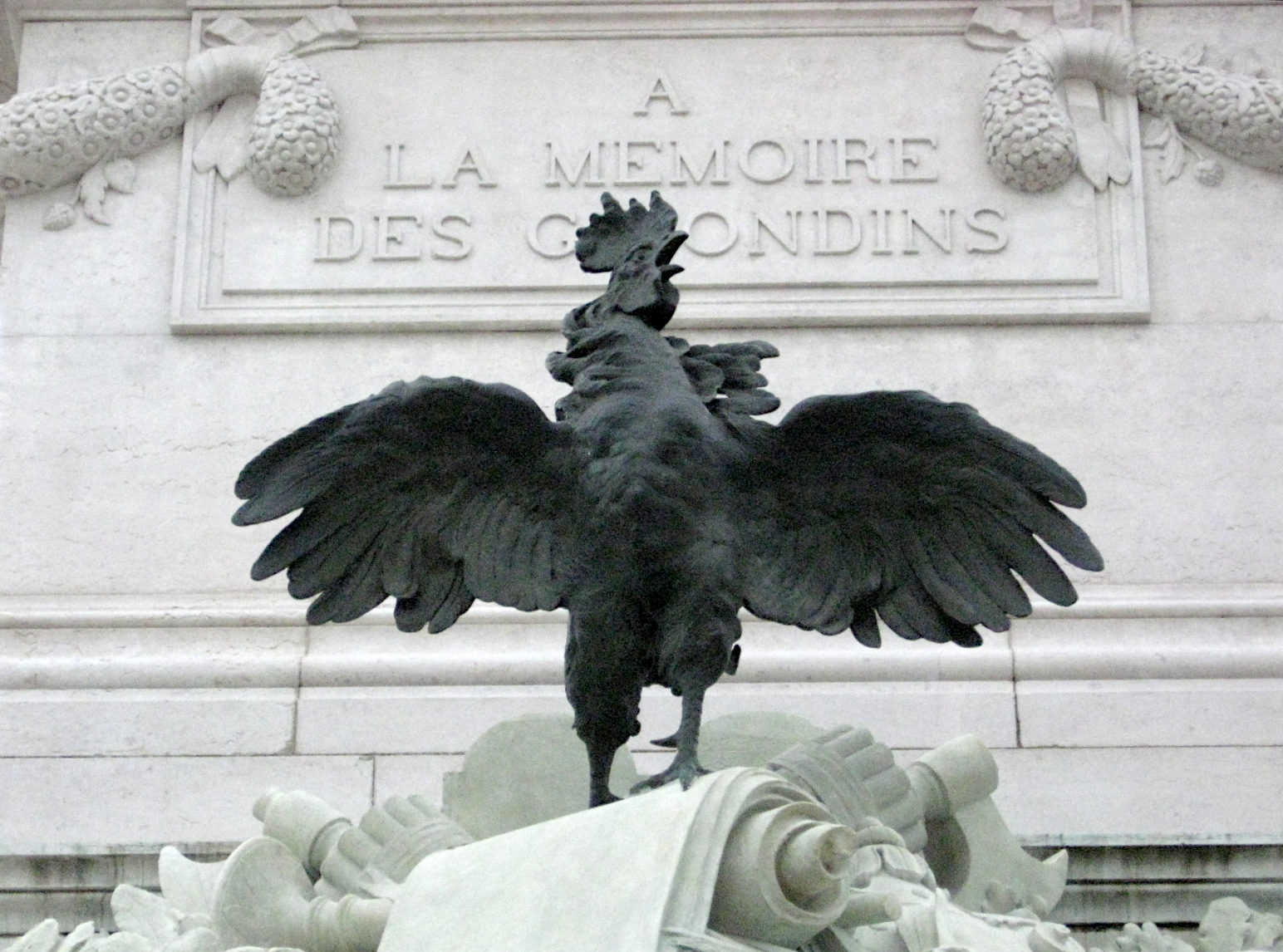
Coq gaulois sur le monument aux Girondins, esplanade des Quinconces à Bordeaux
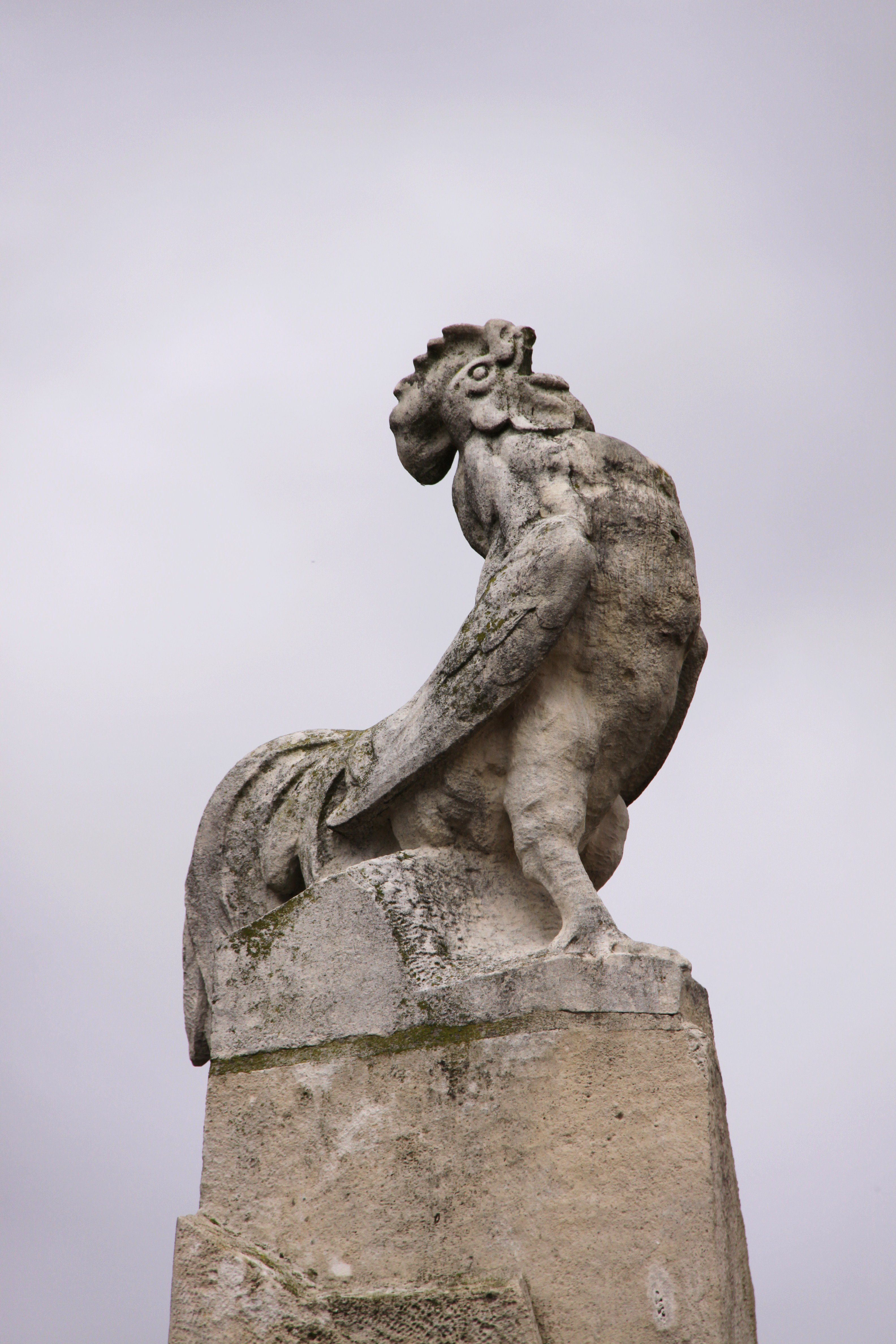
Coq gaulois triomphant de La Rochelle
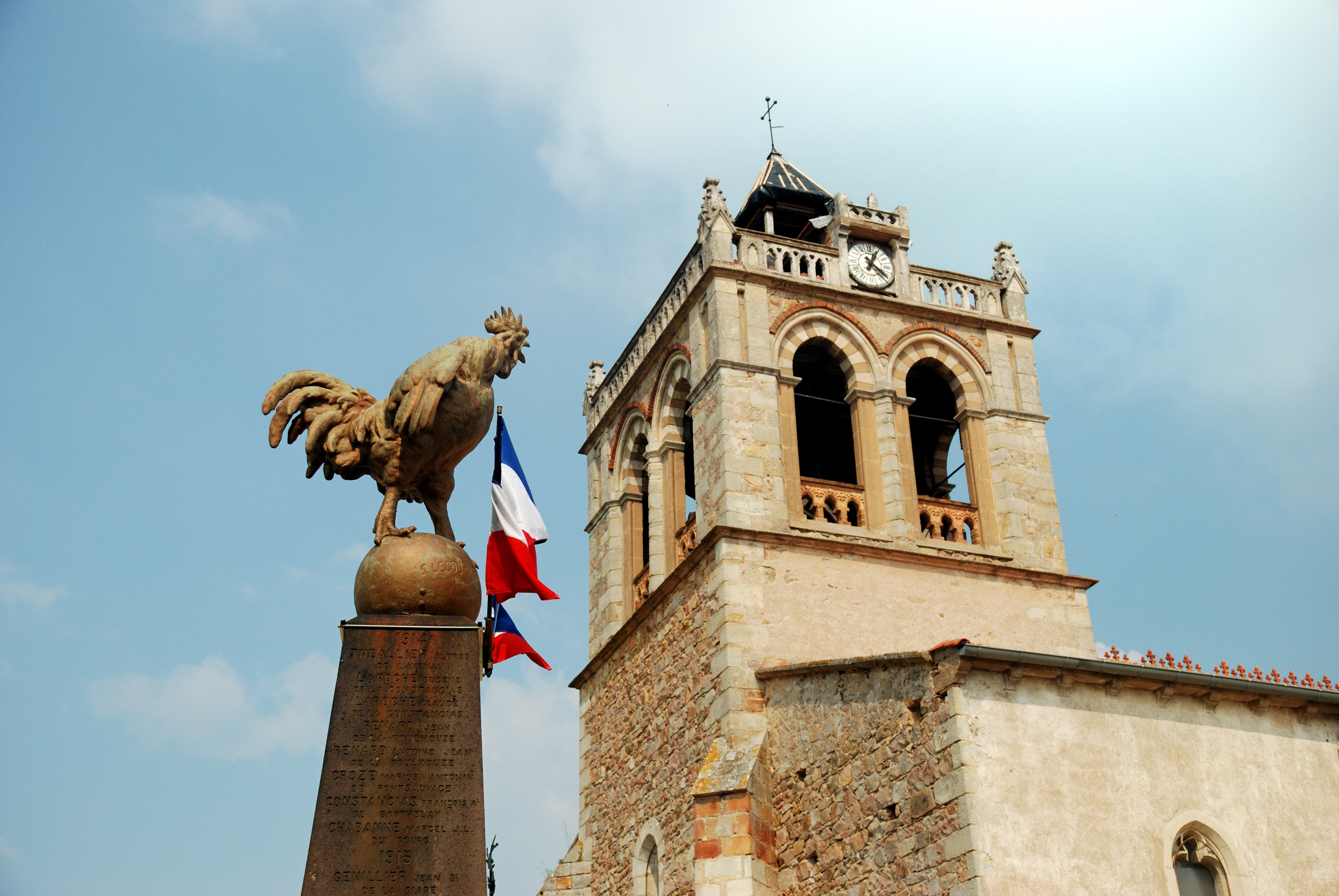
Monument aux morts de Sermentizon, Puy-de-Dôme
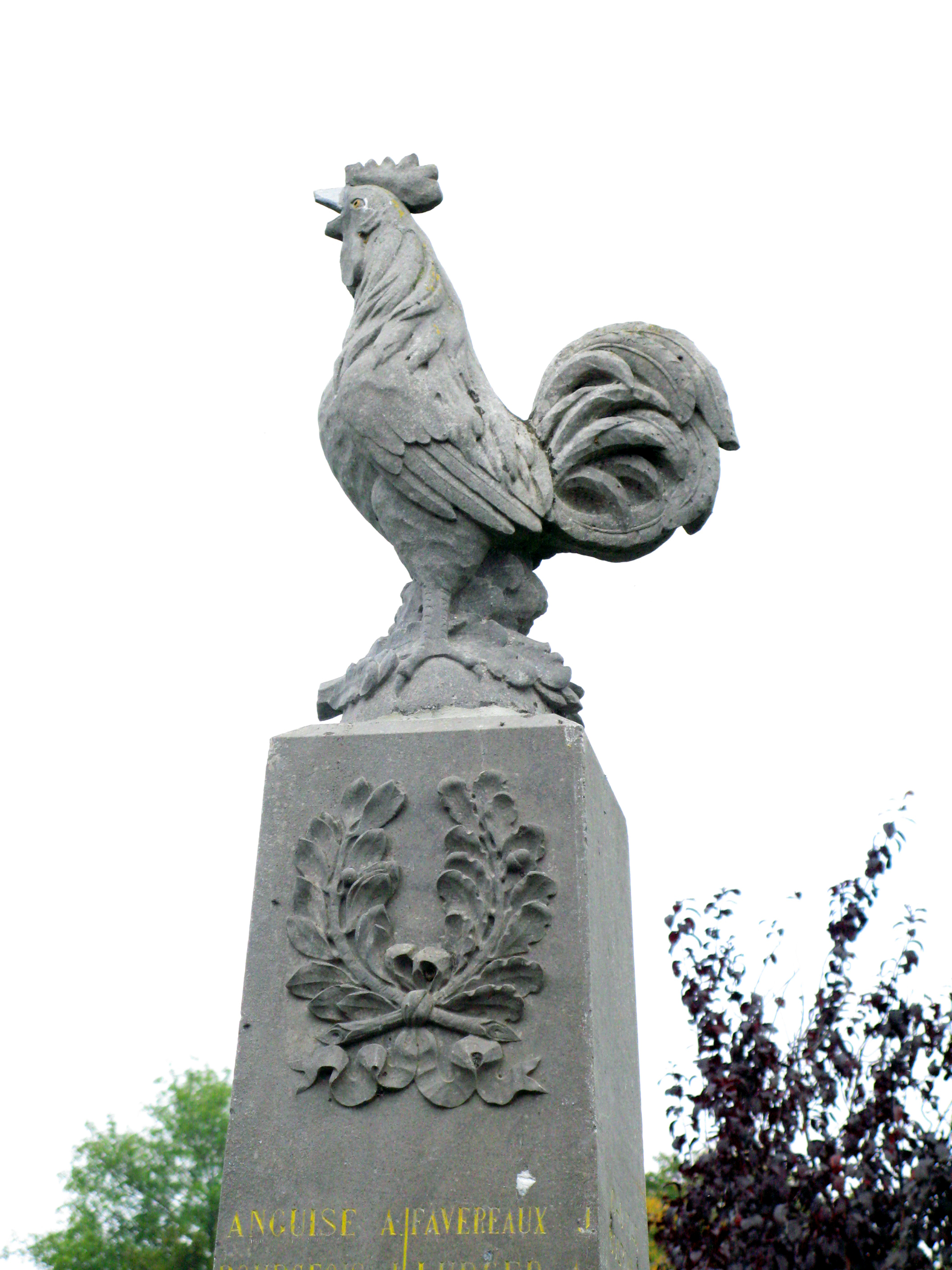
Monument aux morts de Vigneux-Hocquet, Aisne
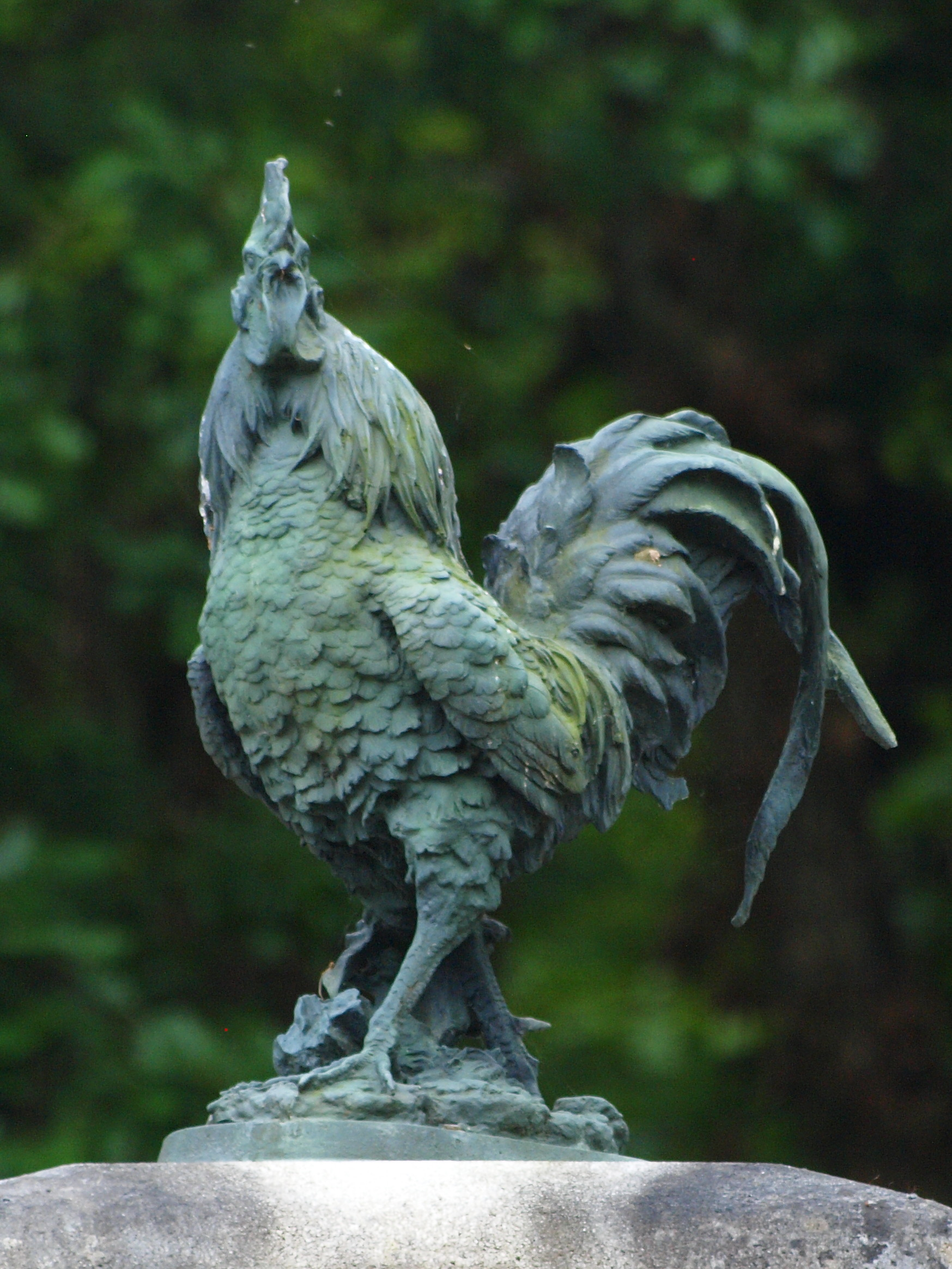
Chalo-Saint-Mars
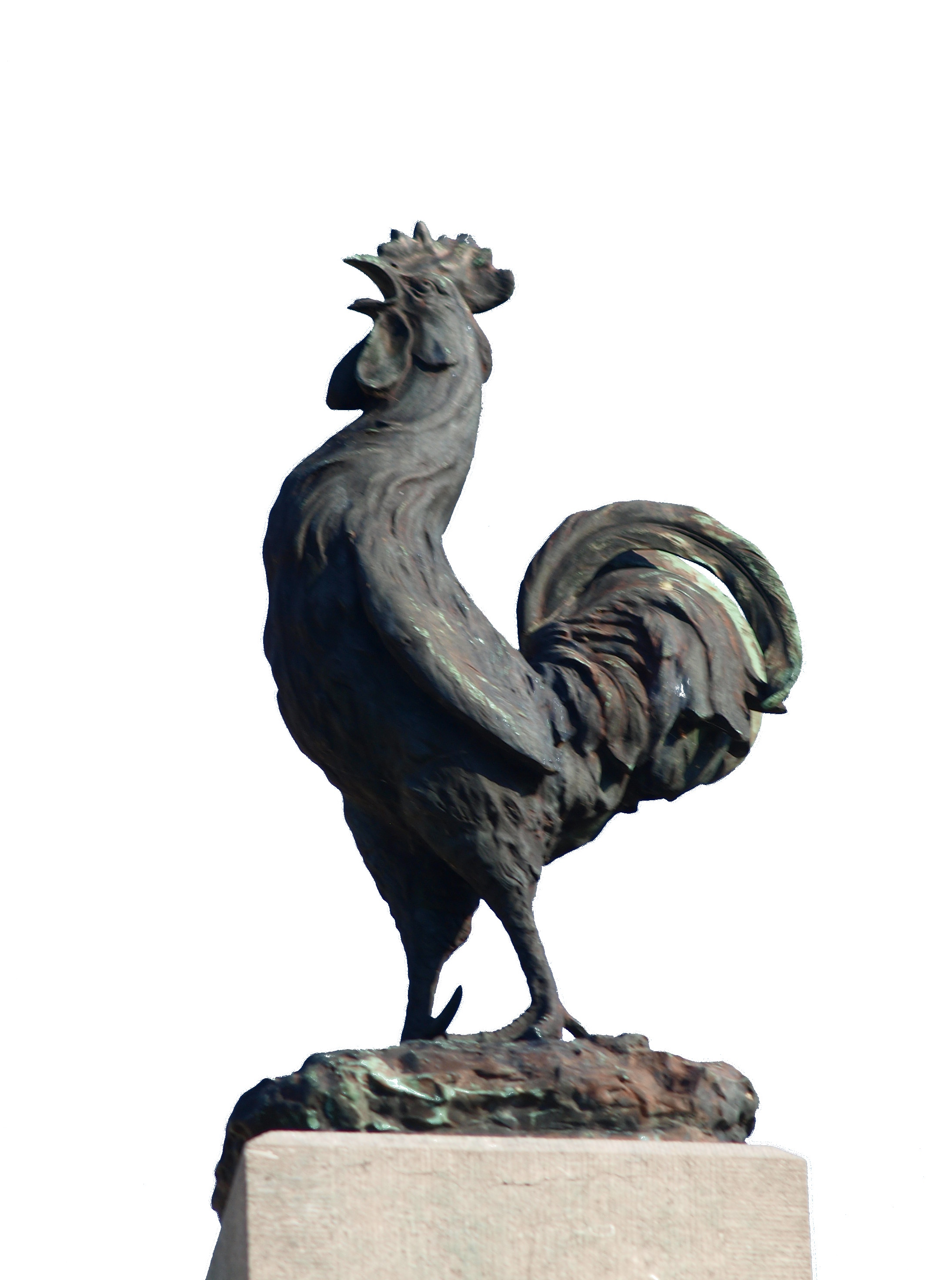
Mézilles
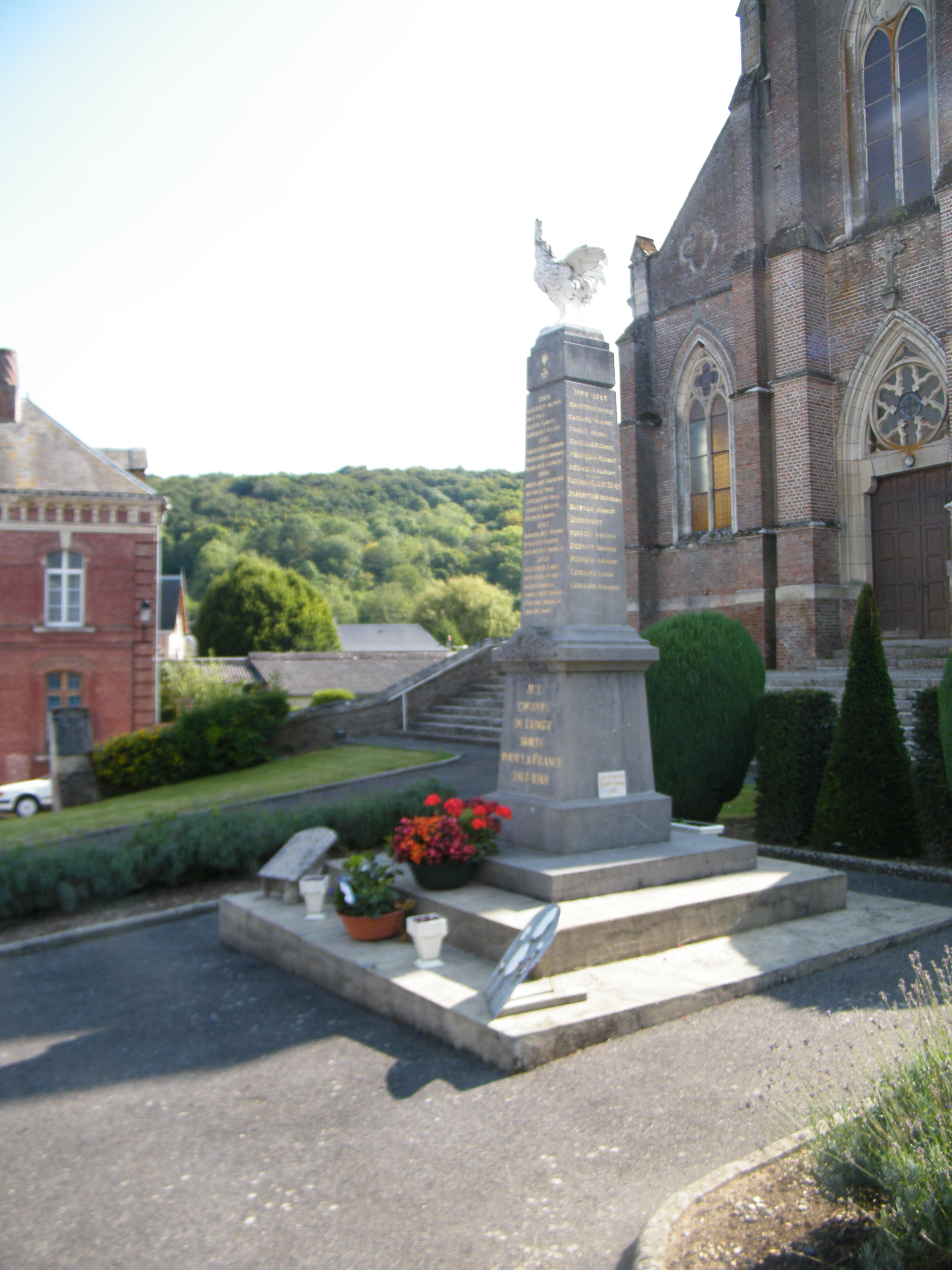
Monument aux morts de Liomer, Somme

### «Patrimoine sensoriel» depuis 2020
En 2019, une assignation pour nuisance sonore de voisinage à Saint-Pierre-d'Oléron (Charente-Maritime) propulse un coq domestique (Gallus gallus domesticus), dénommé Maurice, au-devant de la scène médiatique,. Le 5 septembre de la même année, le tribunal de Rochefort donne raison à la propriétaire du coq Maurice en déboutant un couple de voisins de leur plainte, les condamnant même à verser 1 000 € de dommages et intérêts à Corinne Fesseau, la propriétaire de Maurice. Le chant matinal du coq devient à cette occasion un symbole de la ruralité menacée, face aux exigences grandissantes de la part des vacanciers, avides de calme. La population locale, soutenue par le maire de la commune et plus de 100 000 signataires de pétitions, s'insurge contre les plaintes à propos des bruits de la campagne tels que les cloches d'église, les ânes qui braient, les vaches qui meuglent ou encore le chant des oiseaux,. Cette affaire inspire une proposition de loi qui modifie l'article L110-1 du Code de l'environnement pour intégrer le « patrimoine sensoriel », c'est-à-dire les bruits et les odeurs de campagne, dans la protection du patrimoine naturel de la nation, adoptée en première lecture à l'Assemblée nationale le 31 janvier 2020.

### Emblème sportif français

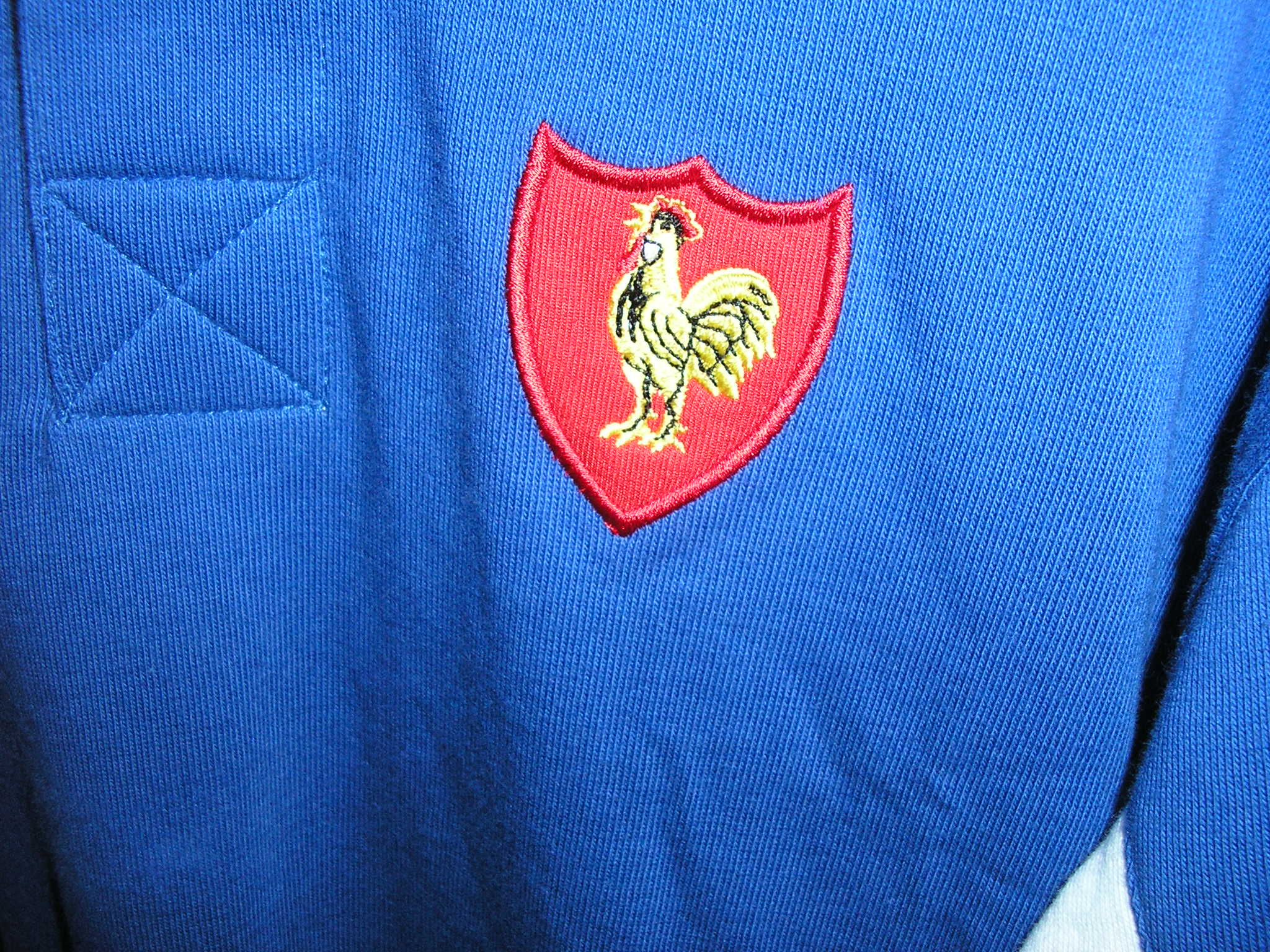
Logo sur un maillot du XV de France.

Logo de la Fédération française de football.

Le Français Pierre de Coubertin, rénovateur des Jeux olympiques, était un adversaire du symbolisme du coq qu'il jugeait en 1902 humiliant et grotesque.
Le coq fait son apparition sur un maillot sportif national en 1909. C'est le Comité français interfédéral, représentant de la France à la FIFA depuis 1908, qui initie cette innovation. Il devient l'emblème de la sélection olympique française à partir de 1920, avant de se généraliser sur les logotypes et les maillots des autres équipes et fédérations françaises.
En 1997, le CNOSF décide de retirer le coq du logotype officiel ; certaines personnalités célèbres, dont la plus indignée était Alain Mimoun, sportif français le plus titré de l'histoire, s'élevèrent pour dénoncer cette atteinte aux valeurs de la France. Néanmoins le coq redevient l'emblème du CNOSF en avril 2015.
Pour les sportifs français, porter un maillot frappé du coq constitue un honneur suprême.

#### Logos de fédérations françaises de sport
- Logotype de la Fédération française de football. Il maintient trois caractéristiques identitaires traditionnelles : le coq emblématique, les couleurs nationales et l'hexagone, représentation symbolique de la France. Le logotype représente « un coq issu de la forme arrondie d’un ballon délié, en même temps qu’il évoque le dynamisme du football français. Les rubans qui le composent sont le symbole de la continuité entre le passé et l’avenir, mais aussi la mise en perspective des valeurs de fête et d’enthousiasme que suscite le football. »
- Le logotype de l’Équipe de France de football reprend les mêmes codes symboliques que celui de la FFF, mais voit son coq revêtir la couleur or afin d’établir le lien avec le blason que l’on retrouve sur le maillot des Bleus.
- Logotype de la Fédération française de rugby
- Logotype de la Fédération française de rugby à XIII
- Logotype de la Fédération française d'escrime (remplacé en 2010, sans le coq)
- Logotype de la Fédération française de tir
- Logotype de la Fédération française de hockey sur glace
- Logotype de la Fédération française de handball (depuis avril 2016)
- Logotype de la Fédération française de flying disc ou France Ultimate[43]
- Logotype de la Fédération française de bowling et sport de quilles
- Logotype de la Fédération française de boxe

#### Mascottes (coqs personnifiés)

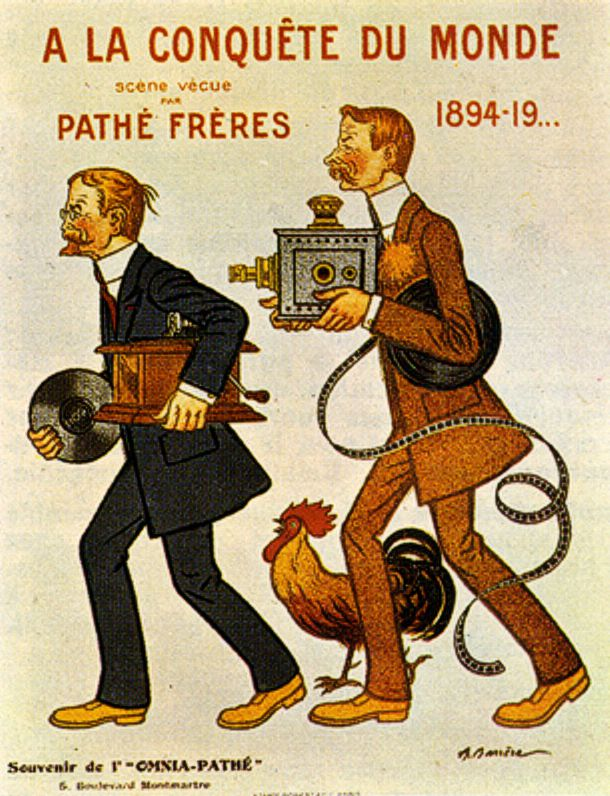
Publicité Pathé

- Peno, mascotte du Championnat d'Europe de football 1984.
- Jules, mascotte de l'équipe de France de football imaginée pour la Coupe du monde de football de 1994.
- Footix, mascotte de la Coupe du monde de football de 1998 qui eut lieu en France.
- Ettie, mascotte de la Coupe du monde féminine de football 2019

### Cinéma français
En 1905, la société de cinéma française Pathé Frères crée son logo représentant un coq gaulois. Le coq reste aujourd'hui encore son emblème avec un changement de design intervenu en mars 1999. Le coq s'appelle « Charlie » (en référence au fondateur Charles Pathé) et fait figure de mascotte pour la société, proclamant fièrement le nom de l'entreprise avec l'utilisation de phylactères (« Pathé »). Il apparaît dans diverses poses et est censé symboliser l'histoire de l'entreprise.

### Tourisme en France
- Le 1er logo du label « Station Verte de Vacances » (en usage de 1964 à 2006) représente un coq sur fond vert avec un soleil[45].
- Le logo de National Tours, voyagiste créé en 1985, spécialisé dans le tourisme en autocar, représente un coq.

### Logos d'entreprises ou d'associations

Label French Tech de startups françaises technologiquement innovantes, du Ministère de l'Économie et des Finances français

Hormis les entreprises de ventes de volailles, plusieurs entreprises désirant mettre l'accent sur le caractère français de leurs produits, présentent — ou présentaient — un coq dans leur logo :
- la société d'assurance GPA (Groupe des Populaires d'Assurances) rachetée par Generali ;
- la brasserie Gallia, créée en 1890, disparue en 1969 et recréée en 2009, fabrique une gamme de bières portant cette marque ;
- la « French Tech » qui désigne tous les acteurs de l’écosystème de start-up françaises ;
- Le coq sportif, équipementier sportif ainsi que Le Coq Français, marque de vêtements de rugby.

### Monnaie et timbre
- Monnaies : Jules Chaplain a dessiné la dernière pièce de 20 francs Coq / Napoléon en or de 1899, avec Marianne à l'avers, et un coq au revers.

### Articles
- Comte Maxime de Sars, Petite Histoire de Saint-Quentin.
- Colette Beaune, « Pour une préhistoire du coq gaulois », Médiévales, no 10 « Moyen Âge et histoire politique »,‎ 1986, p. 69-80 (lire en ligne).
- Magalie Delavenne, Le Coq dans le sport, Bordeaux, CRDP, (lire en ligne)
- Michel Pastoureau , « Le Coq gaulois », dans Pierre Nora (dir.), Les Lieux de Mémoire.
- Michel Pastoureau, « Les couleurs du stade », Vingtième Siècle : Revue d'histoire, no 26 « Le football, sport du siècle »,‎ avril-juin 1990, p. 11-18 (lire en ligne).

### Monographies
- Barret, Ns (de Lyon). Chant du coq des vieux Gaulois, dédié à Philippe Ier, roi des Français, Lyon, Impr. de D.-L. Ayné, 1830, 4 p.
- Roland Camuset, Histoire du Coq Sportif, 1989.
- Patrice Cartier, D'où vient le coq gaulois ? Qui a inventé la pizza ? : petit guide des symboles qui font l'Europe, Paris , La Martinière Jeunesse, 2008.  (ISBN 978-2-7324-3825-2)
- Henri Colas, Les Chants du coq gaulois, avec musique. Paris, Bloud et Gay, 1916, 248 p.
- Théophile Ducrocq, Le Coq prétendu gaulois, Paris , A. Fontemoing, 1900, 16 p., extrait de la Revue générale du droit.
- Théophile Ducrocq, Le Coq prétendu gaulois, suivi d'un rapport à l'Académie des inscriptions et belles-lettres, et complément à la légende du coq dit gaulois, usurpant le revers de nos nouvelles monnaies d'or, 2e éd. Paris, A. Fontemoing, 1908, 38 p.
- Arthur Maury, Les Emblèmes et les drapeaux de la France : le coq gaulois, Paris, A. Colin, 1904, 354 p.
- Joseph Méry, Le Chant du coq gaulois : au profit des veuves et orphelins des braves morts pour la liberté, Paris , Tous les marchands de nouveautés, 1830, 8 p.
- Yves D. Papin, Le Coq, histoire, symbole, art, littérature, Hervas, 1993.
- Michel Pastoureau , Les Emblèmes de la France. Paris, C. Bonneton, 1998, 223 p.  (ISBN 2-86253-172-3)
- Alice Poncet, Poème national de la grande guerre, chanté par le coq gaulois et l'alouette française, Lamalou-les-Bains, Éditions de la Revue du Languedoc et des jeux floraux, 1916, 149 p.
- Bernard Richard (préf. Alain Corbin), Les emblèmes de la République, Paris, CNRS Éditions, 2012, 426 p. (ISBN 978-2-271-07299-3, lire en ligne), chap. IX (« Le coq gaulois, emblème des Français ? »)

- Paul de Saint-Hilaire, Le Coq, Oxus, Paris, 2007, 156 p.
- Proclamation du gouvernement provisoire pour le maintien du coq gaulois et des trois couleurs, commençant par ces mots : « République française. Citoyens de Paris, le coq gaulois et les trois couleurs... » Paris, Impr. du gouvernement, février 1848.
- Couplets, patriotiques pour la remise du drapeau civique donné par le roi à la garde nationale de Condom. (Signé : Par un chasseur de la [...]e compagnie.) Le Coq Gaulois. Paroles de M. Ayma, musique de Meillan. Condom, 1831.
- Hommage d'un patriote aux défenseurs de la nation. Le Coq gaulois, chant patriotique. Chaumont : imp. de Cavaniol, 1871.